# Durchdringung von fünf Oktaedern

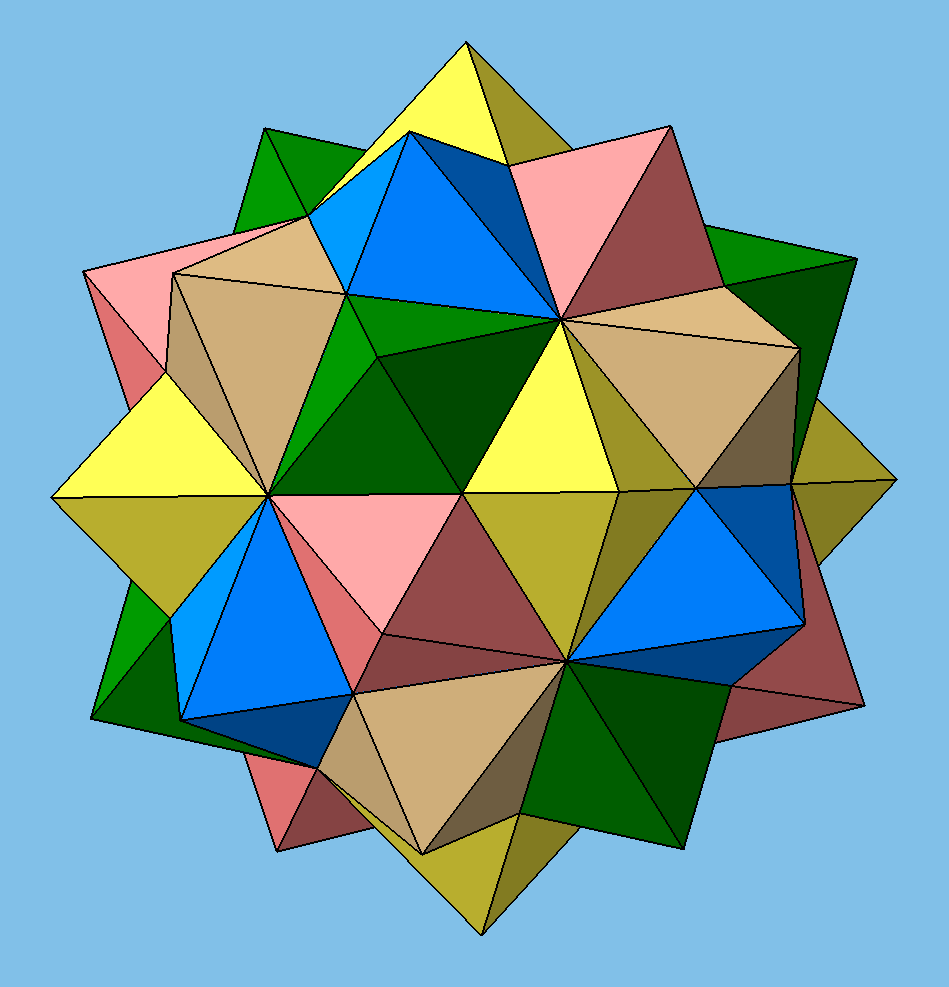
Komposit aus fünf Oktaedern

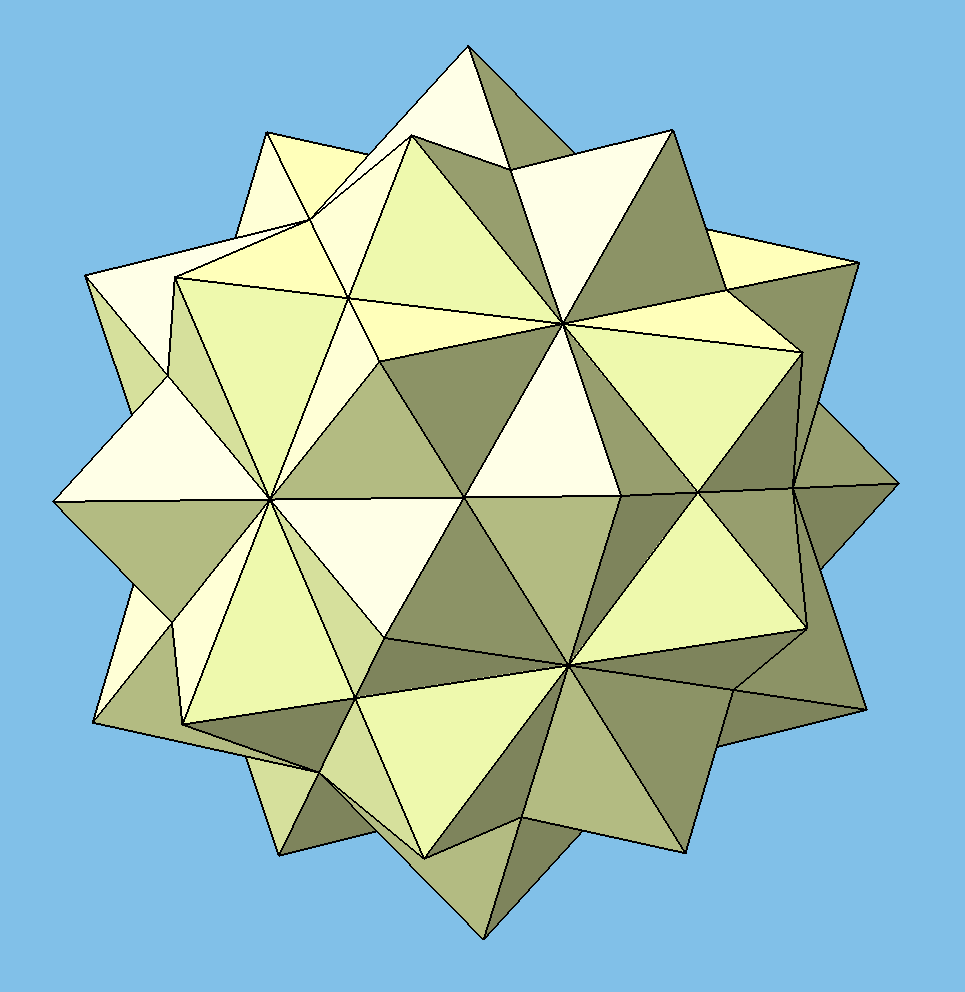
Die Durchdringung von fünf Oktaedern, die im Ikosidodekaeder zu finden sind, erzeugen diesen Sternkörper.

Die Durchdringung von fünf Oktaedern stellt einen Sternkörper dar, der aus einer geeigneten Zusammenstellung von fünf Oktaedern, die im Ikosidodekaeder zu finden sind, entsteht.
Dieses Polyeder wurde erstmals 1876 von dem deutschen Mathematiker Edmund Hess (1843–1903) beschrieben.
Der Sternkörper setzt sich aus 120 unregelmäßigen Dreiecken zusammen und hat ebenso viele Zacken wie das Ikosidodekaeder Ecken besitzt, nämlich 30. Das Ikosidodekaeder bildet den konvexen Hüllkörper dieses Sternkörpers.

## Flächenwinkel
Der Flächenwinkel des Sternkörpers ist genauso groß wie bei einem einzelnen Oktaeder (s. a. dort).
| ≈ 109° 28′ 16″ | {\displaystyle \cos \,\alpha =-{\frac {1}{3}}} |